# The Mall

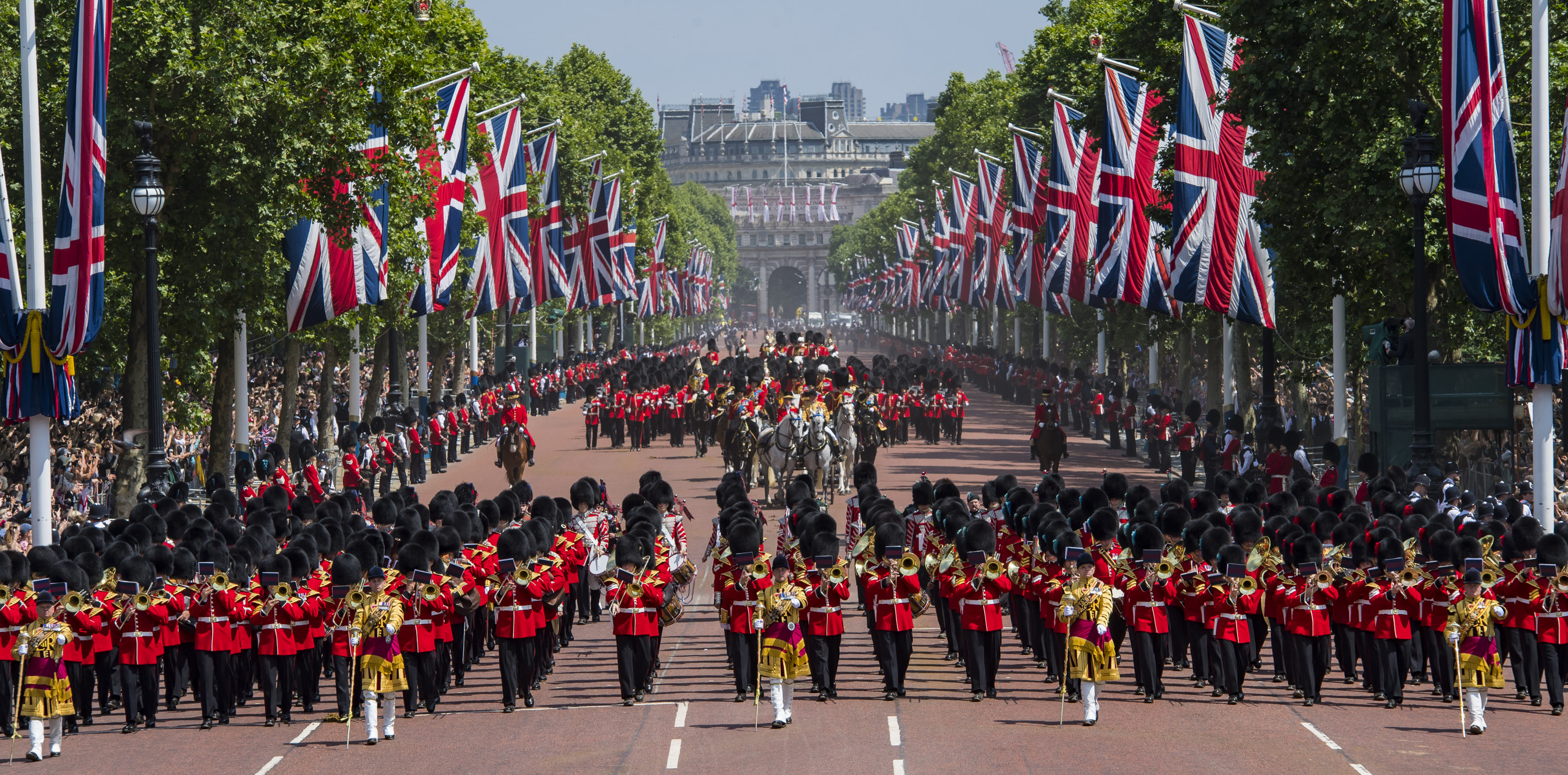
Kungafamiljen i kortege på The Mall efter Trooping the Colour 2018.

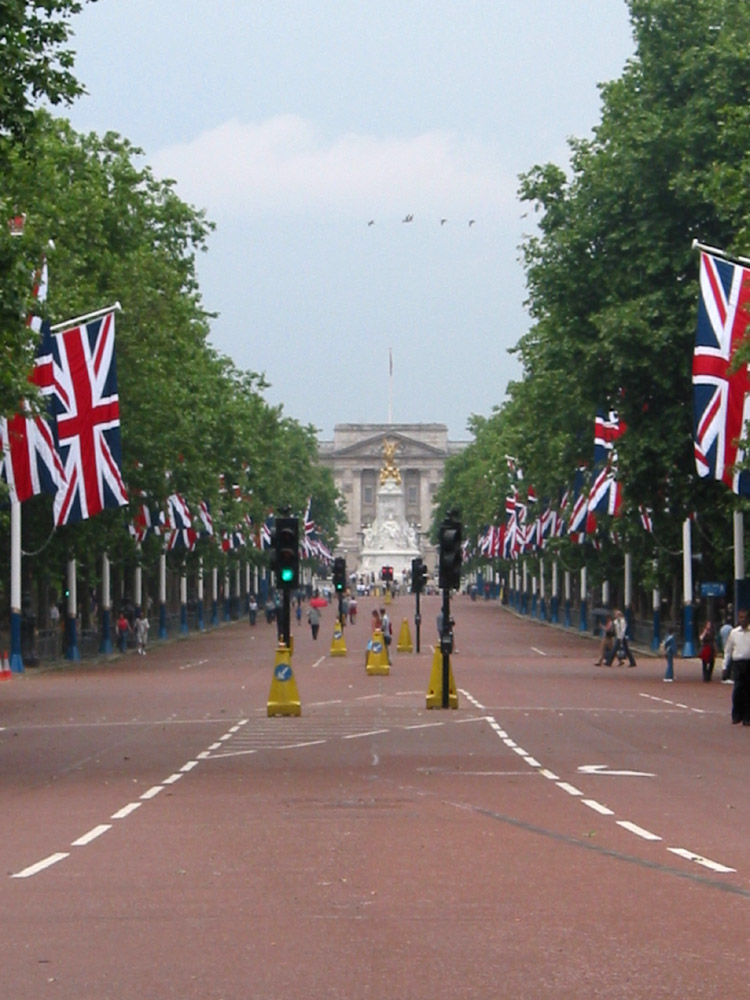
The Mall.

The Mall [ˈmæl] är en gata i London som löper från Buckingham Palace i väst till Admiralty Arch och Trafalgar Square i öst.
St. James’s Park ligger på den södra sidan av The Mall, och Green Park och St. James’s Palace på den norra. I den östra delen av gatan fortsätter Horse Guards Parade, där Trooping the Colour-ceremonin brukar äga rum.
Under statsbesök som hålls i London eskorteras den brittiska monarken och den gästande statschefen, i landå från Royal Mews och beriden eskort från Household Cavalry, från Horse Guards Parade uppför The Mall, som då är dekorerad med Storbritanniens flagga och nationsflaggan från den gästande statschefen.

## Historik
The Mall byggdes i slutet av 1800-talet och i början av 1900-talet, som motstycke till liknande ceremoniella gator i Washington, Paris, Berlin, Ciudad de México, Wien och Sankt Petersburg. Dessa gator var avsedda att användas för större nationella ceremonier i nationalstatens tidevarv. Samtidigt fick Buckingham Palace en ny fasad, och Victoria Memorial restes. Gatan är avstängd för trafik på söndagar och offentliga högtidsdagar samt vid ceremonier (t. ex. Trooping the Colour).
Under firandet av drottning Elizabeth II:s 50 år på tronen 2002 samlades över en miljon människor på The Mall.